# Enric I de Portugal
Enric I de Portugal, dit el Cardenal o el Cast (Lisboa, 1512 - Almeirim, 1580), fou regent de Portugal (1562-1568) i rei de Portugal (1578-1580).

## Orígens familiars
Fill del rei Manuel I de Portugal i la seva segona esposa Maria d'Aragó. Era net per línia materna de Ferran el Catòlic i Isabel la Catòlica, coneguts com els Reis Catòlics.
Nascut a la capital del regne el 31 de gener de 1512 fou germà petit del també rei Joan III de Portugal.

## Vida religiosa
De ben jove els seus pares l'encaminaren vers les ordes sagrades per promocionar les relacions entre Portugal i l'església catòlica, dominades en aquell moment pels Reis Catòlics. En la jerarquia eclesiàstica va ascendir amb rapidesa convertint-se en arquebisbe de Braga, d'Évora i Gran Inquisidor del Regne, abans de ser nomenat cardenal el 1545. Enric I fou el gran valedor en introduir els jesuïtes a Portugal i utilitzar-los per a l'expansió colonial.

## Ascens al tron
Va actuar de regent del seu renebot Sebastià I de Portugal i el va succeir després de desaparèixer a la batalla d'Alcazarquivir el 1578. Enric llavors va renunciar als seus vots eclesiàstics amb l'objectiu de trobar una bona esposa i assegurar així la continuïtat de la dinastia Avís. El papa Gregori XIII, aliat dels Habsburgs hispans, no el va rellevar dels vots.
El rei-cardenal, però, va morir el 31 de gener de 1580 sense tenir preparat un Consell de Regència que escollís un successor. Un dels principals pretendents al tron era el rei Felip II de Castella que, el novembre de 1580 va enviar Fernando de Toledo, duc d'Alba, per reclamar el tron de Portugal mitjançant la força i destronant l'opositor Antoni I de Portugal, fill natural del príncep Lluís de Portugal i nebot d'Enric I. Lisboa va caure en seixant dies i Felip II fou escollit rei de Portugal amb la condició que el regne i els seus territoris d'ultramar no passessin a ser considerades províncies de la monarquia hispànica dels Habsburgs.